# Danh sách bảo tàng ở Việt Nam
Danh sách này không đầy đủ, bạn cũng có thể giúp mở rộng danh sách.
Dưới đây là danh sách bảo tàng ở Việt Nam.

## Danh sách
| - Bảo tàng Hồ Chí Minh - Bảo tàng Dân tộc học Việt Nam - Bảo tàng Mỹ thuật Việt Nam - Bảo tàng Phụ nữ Việt Nam - Bảo tàng Lịch sử Việt Nam - Bảo tàng Thiên nhiên Việt Nam - Bảo tàng Báo chí Việt Nam - Bảo tàng Văn học - Bảo tàng Hà Nội - Bảo tàng Nhân học - Hỏa Lò - Bảo tàng Lịch sử Quân sự Việt Nam - Bảo tàng Cách mạng Việt Nam - Bảo tàng Lực lượng Tăng - Thiết giáp - Bảo tàng Đường Hồ Chí Minh - Bảo tàng Biên phòng - Bảo tàng Phòng không-Không quân - Bảo tàng Hậu cần - Bảo tàng Chiến thắng B-52 - Bảo tàng Thông tin - Bảo tàng Pháo binh - Bảo tàng Công binh - Bảo tàng Đặc công - Bảo tàng Kĩ thuật | - Bảo tàng Lịch sử Thành phố Hồ Chí Minh - Bảo tàng Thành phố Hồ Chí Minh - Bảo tàng Chứng tích chiến tranh - Bảo tàng Tôn Đức Thắng - Bảo tàng Chiến dịch Hồ Chí Minh - Bảo tàng Phụ nữ Nam Bộ - Bảo tàng Mỹ thuật Thành phố Hồ Chí Minh - Bảo tàng Quân đoàn 4 - Bảo tàng Hồ Chí Minh - CN Thành phố Hồ Chí Minh - Bảo tàng Áo dài - Bảo tàng Fito - Bảo tàng Sâm Ngọc Linh - Bảo tàng Bia - La Bibliothèque de Madame Dai - Bảo tàng địa chất Việt Nam - Bảo tàng y học cổ truyền Việt Nam - Bảo tàng Lực lượng Vũ trang miền Đông Nam Bộ (Bảo tàng Quân Khu 7) |

### Tỉnh thành khác
| An Giang - Bảo tàng An Giang Bà Rịa - Vũng Tàu - Bảo tàng tỉnh Bà Rịa - Vũng Tàu - Bảo tàng vũ khí cổ Robert Taylor Bắc Giang - Bảo tàng Quân đoàn 2 Bình Định - Bảo tàng Tổng hợp tỉnh Bình Định Cần Thơ - Bảo tàng Cần Thơ Đà Nẵng - Bảo tàng Nghệ thuật điêu khắc Chăm Đà Nẵng - Bảo tàng Đà Nẵng - Bảo tàng Mỹ Thuật Đắk Lắk - Bảo tàng các dân tộc Việt Nam tại Đắk Lắk - Bảo tàng Thế giới Cà phê Đồng Nai - Bảo tàng Đồng Nai Đồng Tháp - Bảo tàng Đồng Tháp Gia Lai - Bảo tàng Quân đoàn 3 - Bảo tàng tỉnh Gia Lai - Bảo tàng Hồ Chí Minh chi nhánh Gia Lai và Kon Tum Hải Phòng - Bảo tàng Hải Quân - Bảo tàng Hải Phòng Huế - Bảo tàng Mỹ thuật Cung đình Huế Khánh Hòa - Bảo tàng Alexandre Yersin - Bảo tàng Khánh Hòa - Bảo Tàng Hải Dương Học thuộc Viện Hải dương học - Tháp Trầm Hương | Lâm Đồng - Bảo tàng Lâm Đồng - Lâu Đài Chocolate: Bảo tàng về Chocolate tại Đà Lạt - Bảo tàng xác thú trong Viện Nghiên cứu Khoa học Tây Nguyên Nghệ An - Bảo tàng Xô Viết Nghệ Tĩnh Ninh Bình - Bảo tàng Binh đoàn Quyết Thắng - Bảo tàng Quân đoàn 1 - Bảo tàng Ninh Bình Quảng Ninh - Bảo tàng Quảng Ninh Quảng Nam - Bảo tàng Lịch sử Văn hóa - Bảo tàng Gốm sứ mậu dịch - Bảo tàng Văn hóa Sa Huỳnh Quảng Trị - Bảo Tàng Tỉnh Quảng Trị: Địa chỉ số 08 đường Nguyễn Huệ, Phường 1, Đông Hà, Quảng Trị Sóc Trăng - Bảo tàng Khmer Sóc Trăng Thái Nguyên - Bảo tàng Văn hóa các Dân tộc Việt Nam - Bảo tàng Thái Nguyên - Bảo tàng Quân khu Trà Vinh - Bảo tàng văn hóa dân tộc Khmer tỉnh Trà Vinh Cà Mau - Bảo tàng Cà Mau |